# Alexandr VIII.
Alexandr VIII., rodným jménem Pietro Vito Ottoboni (22. dubna 1610 Benátky – 1. února 1691 Řím) byl od roku 1689 až do své smrti papežem katolické církve (1689–1691).
Byl odpůrcem jansenismu.

## Kanonizace
Roku 1690 papež prohlásil za svaté Jana Kapistrána, Jana z Boha, Juana de Sahagún, Lorenza Giustinianiho a Paschala Baylona.

## Jmenování kardinálů
Alexandr VIII. jmenoval 14 nových kardinálů.
- Pietro Ottoboni, papežův příbuzný
- Bandino Panciatici
- Giacomo Cantelmo
- Ferdinando d'Adda
- Toussaint de Forbin de Janson
- Giambattista Rubini
- Francesco del Giudice
- Giambattista Costaguti
- Carlo Bichi
- Giuseppe Renato Imperiali
- Luigi Omodei
- Gianfrancesco Albani
- Francesco Barberini
- Lorenzo Altieri